# Referéndum republicano de Gambia de 1970
Un referéndum constitucional se llevó a cabo en Gambia en abril de 1970 con el objetivo de convertir al país en una República. El anterior referéndum, celebrado poco después de la independencia en 1965, había triunfado, pero como no alcanzó los dos tercios necesarios de votos para que el "Sí" fuera aprobado, se tuvo que esperar cinco años para realizar otro. El resultado fue una victoria del sí con el 70.45% de los votos.
Los cambios dieron lugar a la creación del cargo de Presidente de Gambia para reemplazar al Gobernador General (entonces Farimang Mamadí Singateh) y a la Reina Isabel II del Reino Unido como jefe de Estado. El 24 de abril de 1970, Dawda Jawara, hasta entonces primer ministro, fue juramentado como primer Presidente de Gambia.

## Historia
En 1969 el comité ejecutivo del Partido Progresista Popular presentó un proyecto de constitución al parlamento con la que el país pasaría a ser una república. El proyecto fue aprobado en el parlamento (88 votos a favor, 8 en contra) y se sometió a referéndum en abril de 1970. El resultado fue de 84. 068 votos a favor y 35. 683 en contra. Jawara -como presidente de la república- sustituyó a Isabel II como jefe del Estado. Gambia permanecía en el seno de la Commonwealth y la libra gambiana permanecía ligada a la par con la esterlina. Los mandatos del presidente y de los parlamentarios se fijaron en cinco años.

## Resultados
| Choice                             | Votes   | %     |
| ---------------------------------- | ------- | ----- |
| A favor                            | 84,968  | 70.45 |
| En contra                          | 35,638  | 29.55 |
| Total                              | 120,606 | 100   |
| Votantes registrados/participación | 133,813 | 90.1  |
| Fuente: Hughes & Perfect           |         |       |